# Kaisermühle (Viersen)
Die Kaisermühle in der Stadt Viersen ist eine Wassermühle mit einem oberschlächtigen Wasserrad.

## Mühlen in Viersen
In der Gemeinde Viersen gab es in den früheren Jahrhunderten insgesamt 18 Mühlen. Davon waren vier Rossölmühlen, als Hammermühle. Diese wurden durch Pferdekraft betrieben. Weiter gab es zwei Windmühlen, die Hoser- und die Hüsterfeldwindmühle, die beide in Privatbesitz waren.
Anders dagegen war es mit den Wassermühlen. Das Stift St. Gereon in Köln besaß die Grundherrschaft von Viersen und damit das Wasserrecht über die Bäche in Viersen. Die Errichtung von Wassermühlen bedurfte seiner Zustimmung. Das Stift vergab Mühlenrechte als erbliches Lehen und bezog davon eine jährliche Lehnsrente. Diese musste an die Pfarrstelle St. Remigius geliefert werden. Aus diesen Unterlagen geht hervor, dass es schon 1246 in Viersen zwölf Wassermühlen gegeben hat. Alle Mühlen, mit Ausnahme der Klostermühle, zahlten jährlich einen Sümmer (etwa ein Zentner) Malz als Lehnszins. Es gab in der Herrlichkeit Viersen keinen Mühlenzwang. Alle Bauern konnten mahlen lassen, wo sie wollten.
Diese zwölf Mühlen lagen am:
- „Dorfer Bach“: Kaisermühle, Kimmelmühle, Goetersmühle, Biestenmühle und Schricksmühle
- „Hammer Bach“: Plinzenmühle, Schnockesmühle, Sgoedenmühle, Bongartzmühle Hüstermühle und Hammer Mühle
- „Rintger Bach“: Klostermühle

## Geographie
Die Kaisermühle hat ihren Standort am Dorfer Bach, An der Kaisermühle 20, im Ortsteil Noppdorf in der Stadt Viersen im Kreis Viersen. Der Mühle vorgelagert ist ein Weiher, dessen Wasserspiegel bei 51 m über N. N. liegt. Der Weiher der Kaisermühle ist gleichzeitig das Quellgebiet des Dorfer Baches. Die Kaisermühle ist die erste von fünf Mühlen am Dorfer Bach. Unterhalb an der Kaiserstraße 6–10 liegen die Gebäude der Kimmelmühle.
Der Dorfer Bach versorgte über Jahrhunderte fünf Mühlen mit Wasser. Er ist heute teilweise kanalisiert. Die Mühlenteiche sind, bis auf den Teich der Kaisermühle, alle zugeschüttet. Die Pflege und Unterhaltung des Gewässers obliegt dem Wasser- und Bodenverband der Mittleren Niers, der in Grefrath seinen Sitz hat.

## Geschichte
Die Kaisermühle, An der Kaisermühle 20 in Viersen, trug über mehrere Jahrhunderte den Namen Abrahamsmühle. Zwischen 1397 und 1762 entstammen die Müller ausnahmslos der noch in Viersen lebenden Familie Abrahams. Sie ist eine der zwölf Wassermühlen in Viersen, die im Jahre 1246 mit einer Erbrente belastet war. Die Abrahamsmühle erbrachte an das Stift St. Gereon eine Leistung von jährlich neun Malter Roggen. Sie war eine Öl- und Kornmühle. Von 1575 bis 1599 ist ein Keyser T´Abrahams als Inhaber der Mühle bezeugt. Keyser ist hier eindeutig als Rufname genannt. Dieser Müller erbaute eine neue Mühle, die, wie damals üblich, nach dem Rufnamen des Bauherrn fortan Kaisermühle genannt wurde. Dieser Name setzte sich ab 1591 allmählich durch und verdrängte schließlich den alten Namen. 1730 brannte die Kaisermühle und die beiden auf der anderen Straßenseite gelegenen Vallenhöfe vollständig ab. Die Mühle ist schon bald darauf als eingeschossiges Ziegelsteingebäude mit Satteldach wieder aufgebaut worden. Das heutige Mühlengebäude trägt an der nördlichen Giebelwand in Ankersplinten die Jahreszahl 1732. Da das Gelände und der Mühlenteich westlich erheblich höher als das Flussbett lagen, konnte das Wasser die Mühle oberschlächtig bedienen. Vom Wasserrad aus wurde die Drehkraft über eine Transmission in die Mühle geleitet, wo ein Räderwerk zwei Mühlsteinläufer in Bewegung versetzte. Die tägliche Mahlfähigkeit der Mühle betrug im Jahre 1809 sechs Malter Getreide. Der fallende Wasserspiegel und das 1890 erbaute Wasserwerk ließen die erforderliche Stauhöhe des Mühlenteichs immer geringer werden. 1905 wurde der Mühlenbetrieb endgültig eingestellt. Ein Teil der Mühle wurde bereits 1877 zu einer Gaststätte umgebaut, die sich als beliebtes Ausflugsziel entwickelte.
Nach dem Zweiten Weltkrieg ging die Blütezeit des renommierten Lokals zu Ende. 1971 erwarb die Stadt Viersen die Kaisermühle. Im Jahre 1974 wurde der ehemalige Mühlenteich ausgebaggert, entschlammt und von Unrat befreit. Der Weiher erhielt eine Uferbefestigung und wurde in einen öffentlichen Park umgestaltet. Die langsam verfallene Mühle sollte wegen fehlender Interessenten abgebrochen werden, doch vor Ablauf der gestellten Frist fand die Mühle doch noch einen Käufer. Nach umfangreicher Restaurierung mit hohen finanziellen Mitteln wurde das Gebäude am 11. Januar 1985 unter Denkmalschutz gestellt. Damit bleibt die schmucke Kaisermühle als Gebäude der Nachwelt erhalten.

## Galerie

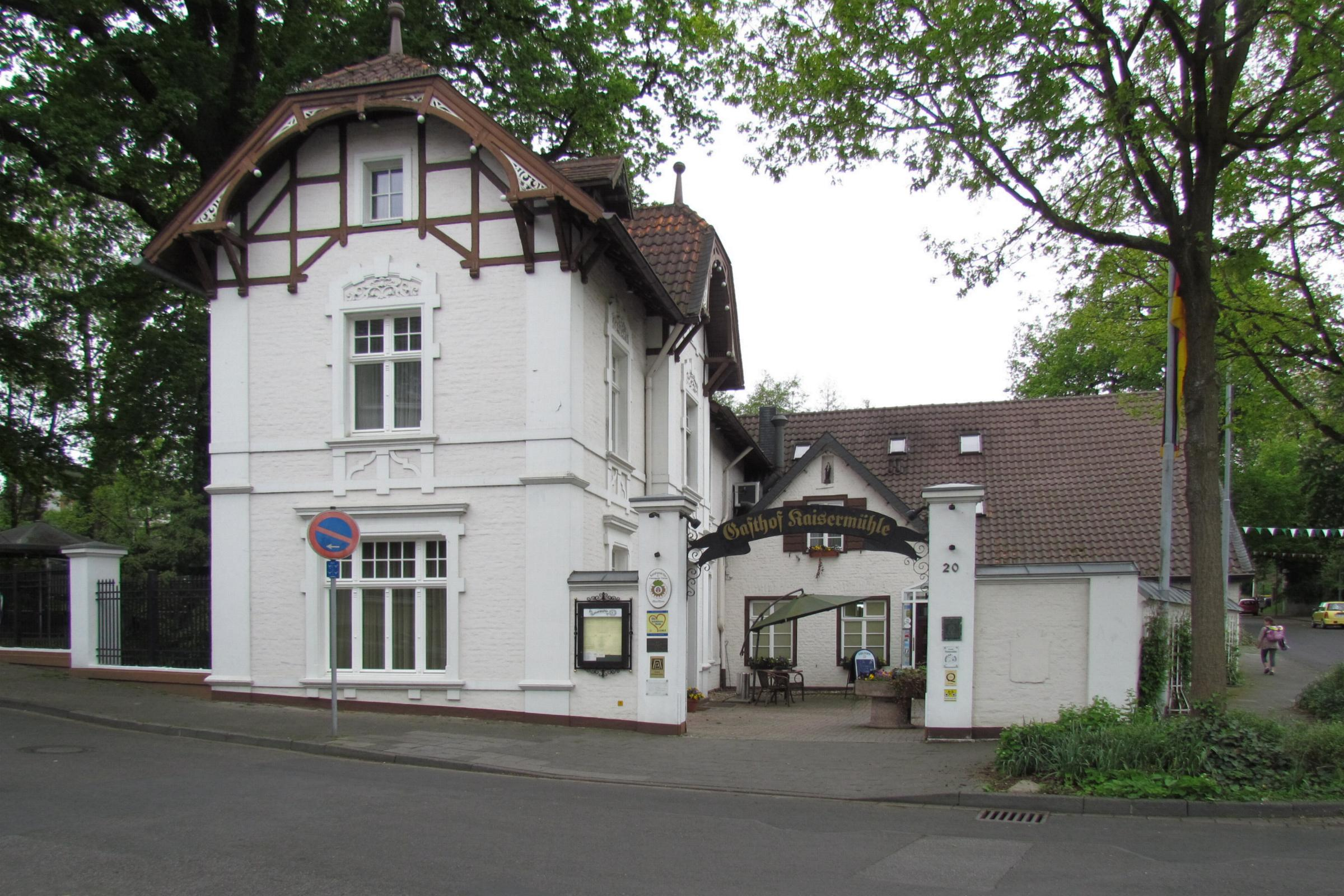
Eingangsbereich der Kaisermühle
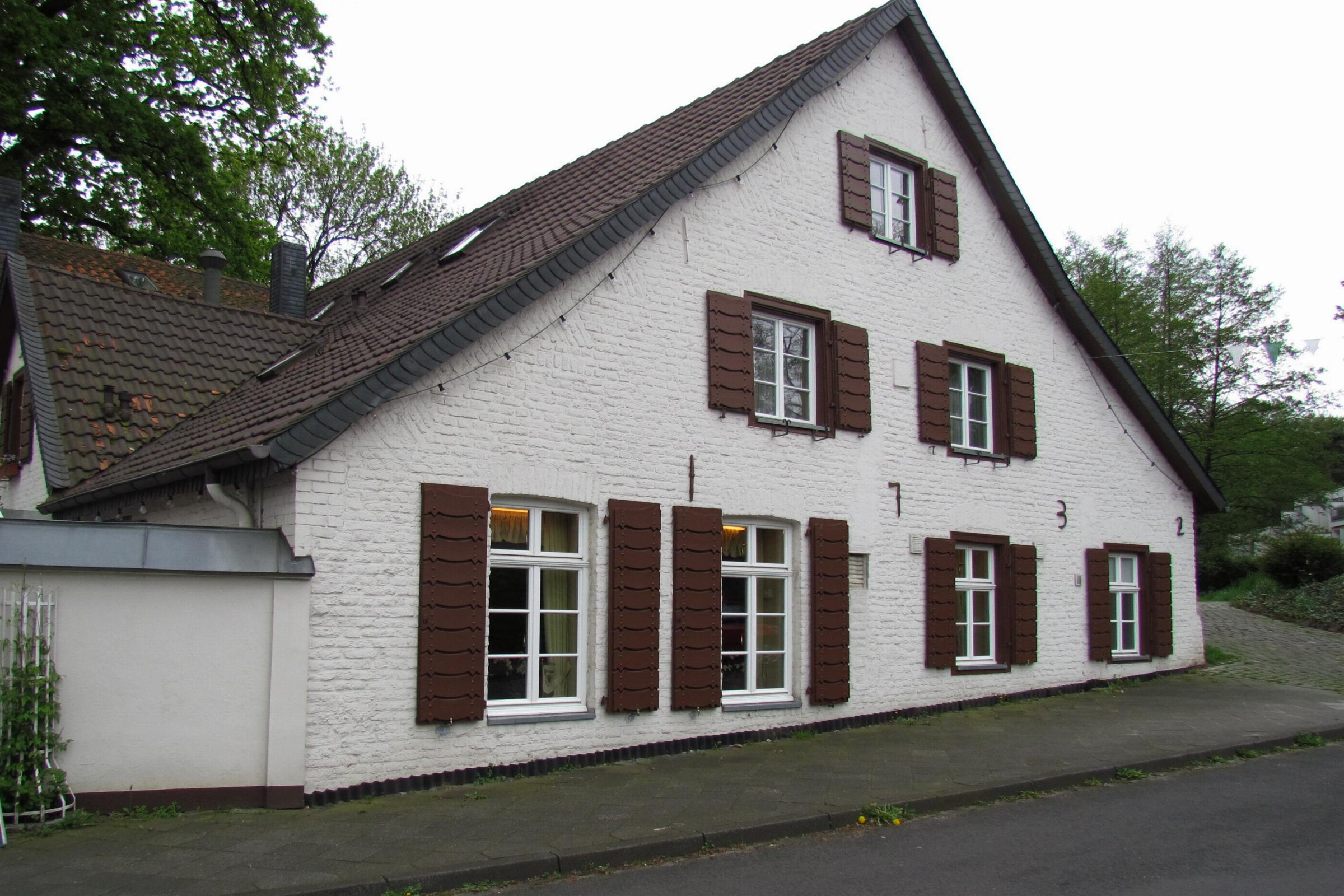
Gebäudeteil aus dem Jahre 1732
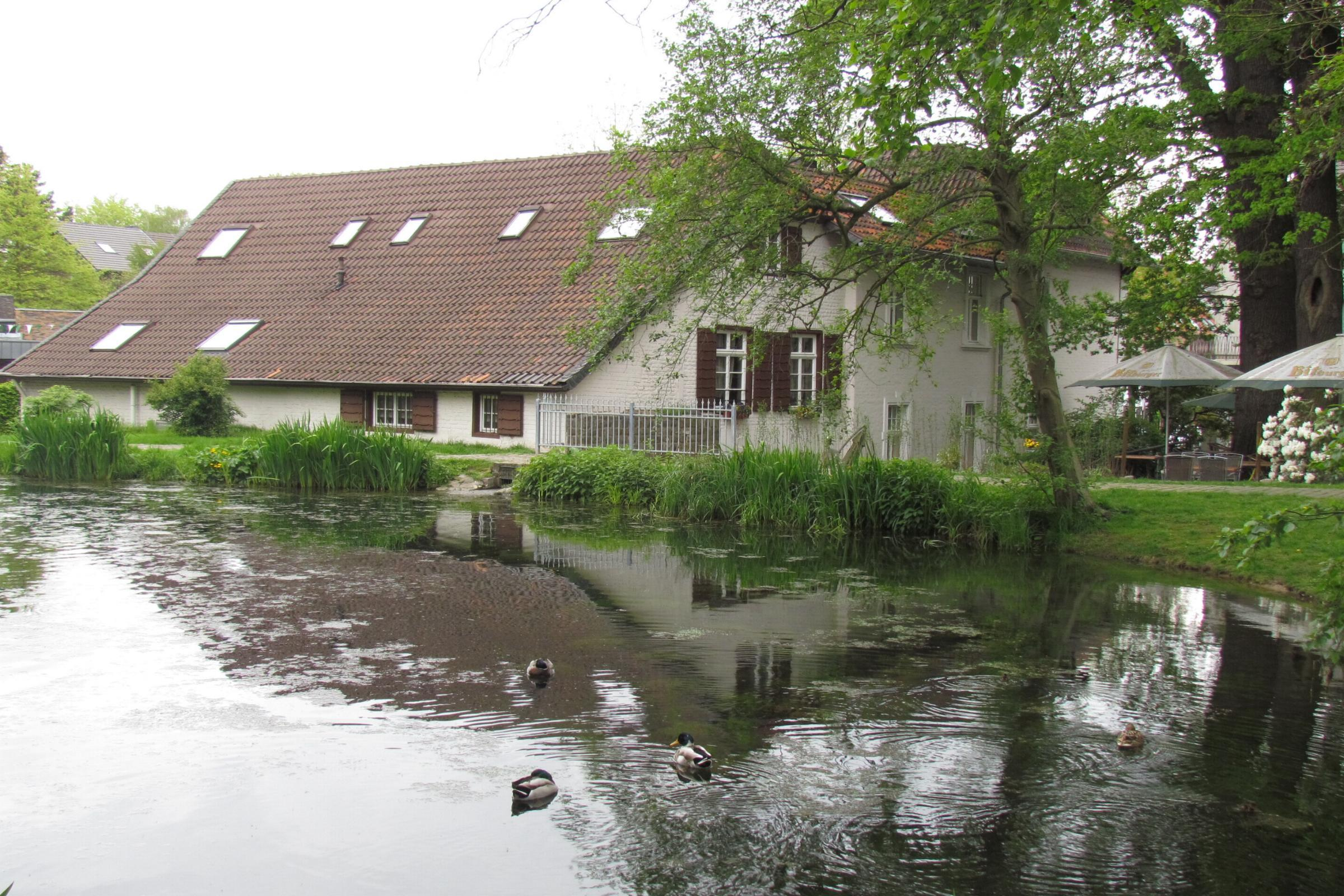
Mühlenteich und Quelle vom Dorfer Bach
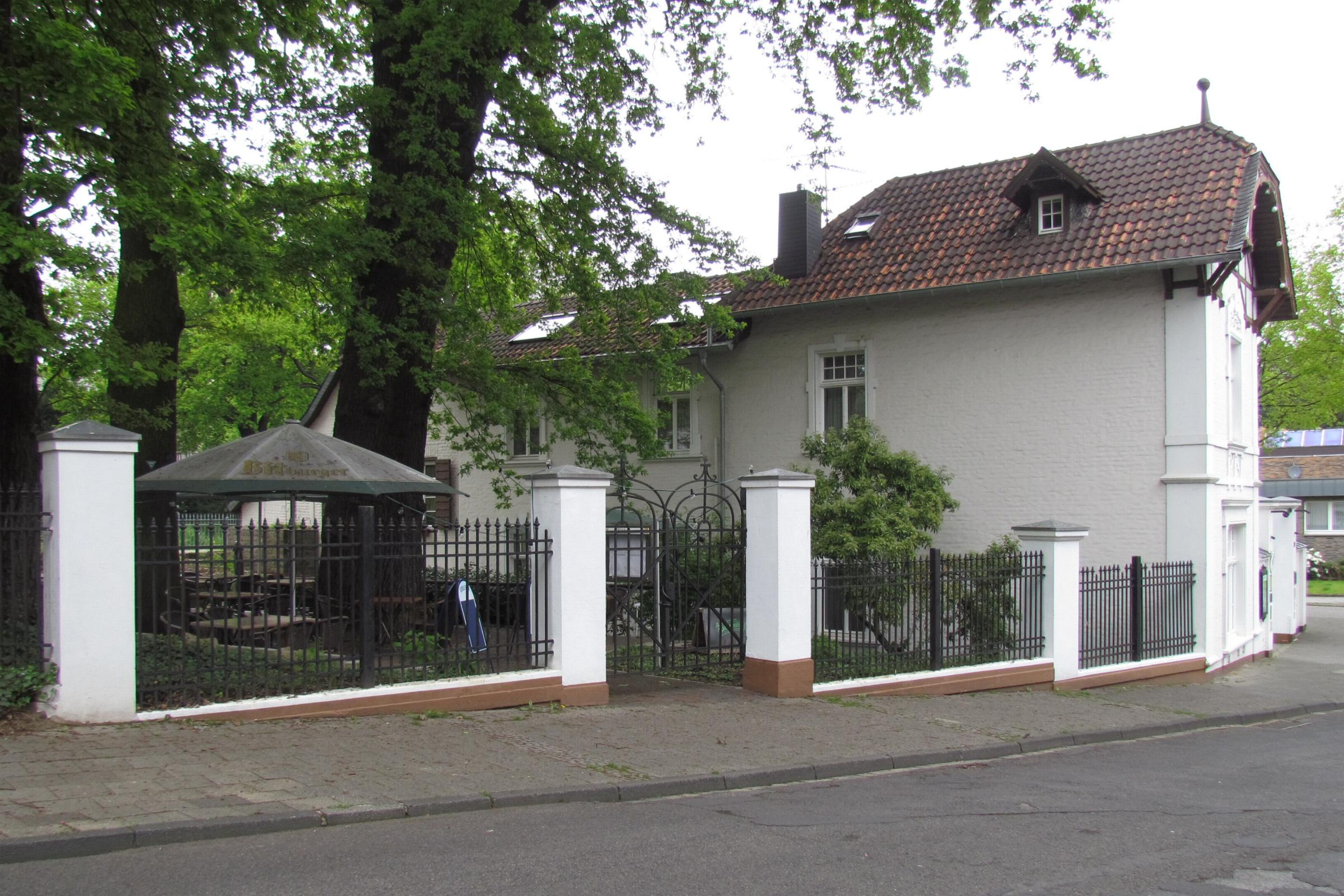
Biergarten der Kaisermühle
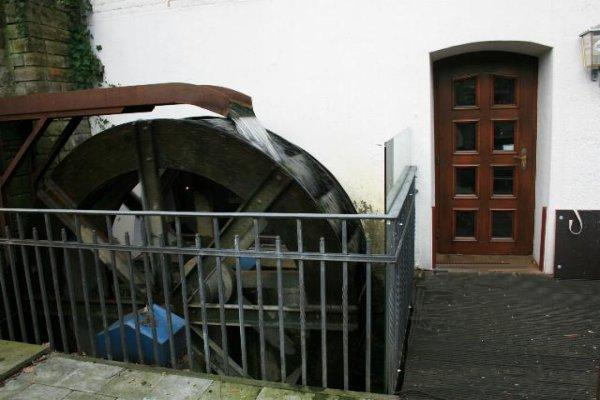
Das oberschlächtige Wasserrad
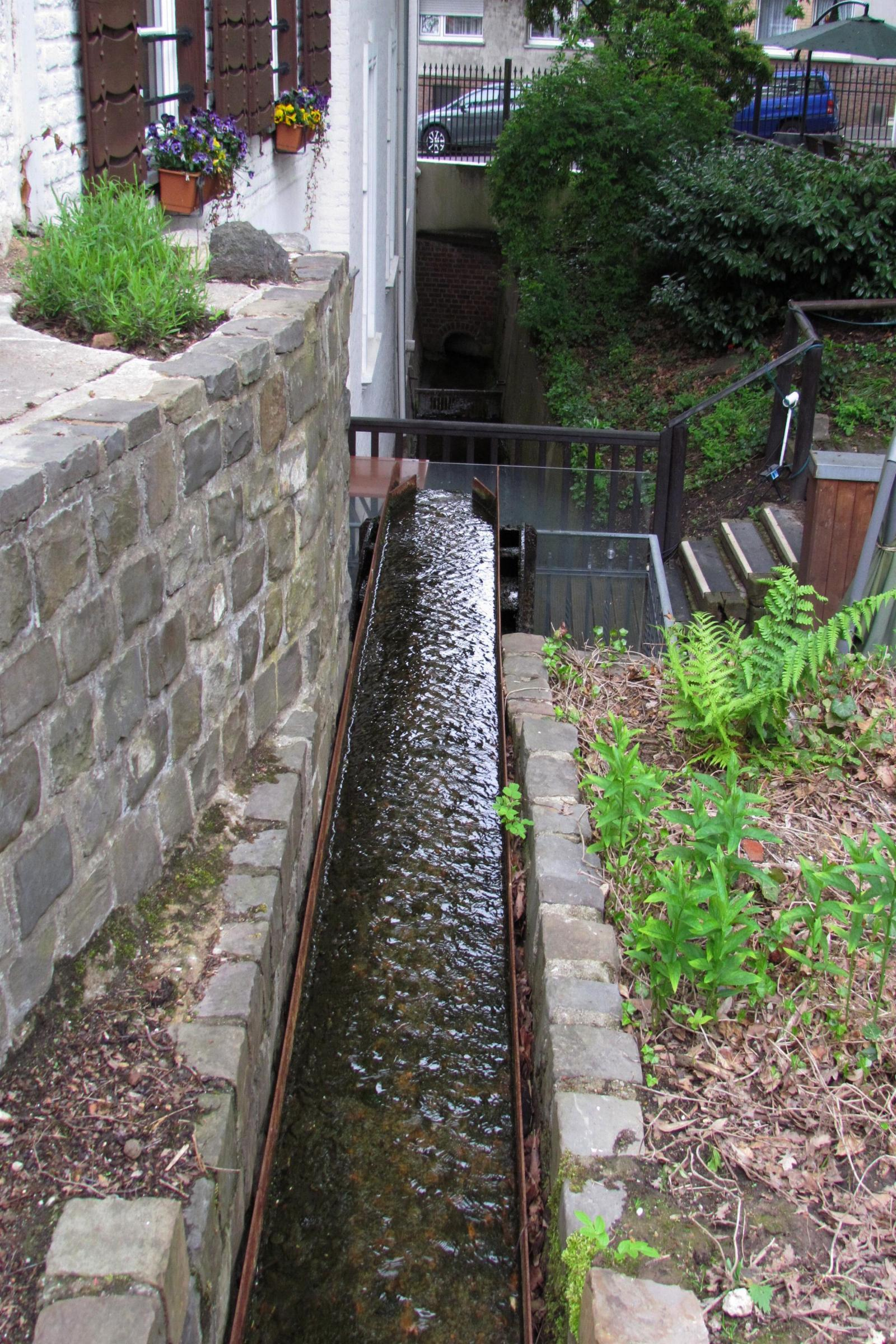
Bachlauf zum Wasserrad
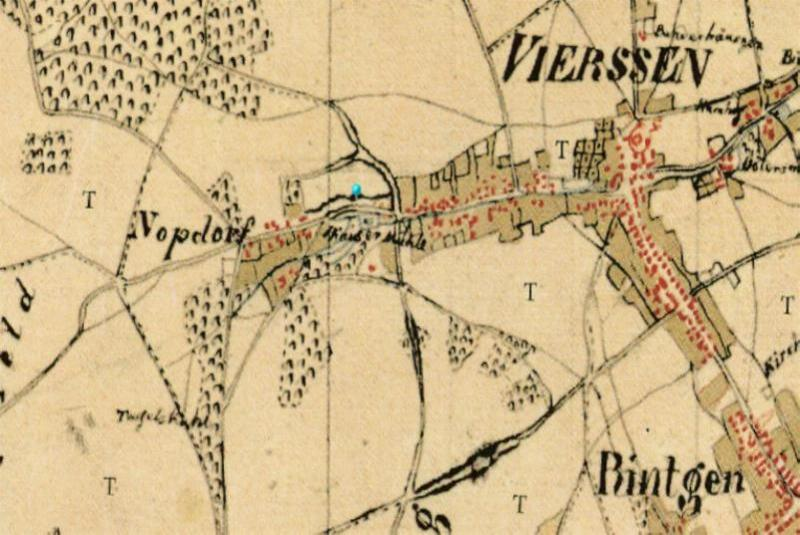
Tranchot Karte 1806

## Denkmaleintrag
Vermutlich als eine der schon im Jahre 1246 urkundlich genannten Mühlen gilt die Abrahams- oder Kaisermühle. Damals existierten bereits 11 Mühlen in dem in charakteristischer Weise mit Bächen durchzogenen Viersen. Die Kaisermühle entstand im Quellgebiet der Viers, des der Stadt namengebenden Baches. Auch gehörte sie zu den leistungsfähigsten Viersener Wassermühlen.
Das ursprüngliche Mühlengebäude war nur aus Lehm-Holzfachwerk errichtet. Dieser Vorgängerbau brannte 1730 vollständig ab. Daraufhin wurde 1732 die Mühle als Ziegelsteingebäude wieder aufgebaut. Nur die dem Bach zugewandte südliche Giebelwand mit dem Krüppelwalm besteht noch aus Fachwerk. Diese Wand wurde vermutlich 1890 mit Ziegelmauerwerk verkleidet. Hier dreht sich das erneuerte, oberschlächtige Mühlrad. In dessen Bereich wurde ein halbkreisförmiges Fenster sowie daneben eine Fensteröffnung zur Tür im Rahmen der Renovierung erweitert. Ein Steg über den Bach führt von dieser Tür heute zur Sitzterrasse.
Die mächtige, zweigeschossig ausgebaute Dachkonstruktion zwischen der nördlichen und südlichen Giebelwand ruht auf fünf Ständerpaaren im Abstand von ca. 2,50 m bis 3,00 m. Infolge mahltechnischer Gründe -das Gebäude liegt tiefer als der aufgestaute Mühlenteich- befindet sich im ersten südlichen Giebelfach eine Mahlwerksgrube, die tief im Erdreich gründet. Darüber liegt eine Eichenständerkonstruktion, die das Gewicht der Mahlsteine zu tragen hatte. Die nördliche Giebelwand trägt in Ankersplinten die Jahreszahl 1732. In einem Deckenbalken des Erdgeschosses sind die Anfangsbuchstaben mehrerer Namen eingeritzt: A. B. H. A. H. I. A. HF.I. 1731.
Die Tatsache, dass es sich um ein Bauernhaus nicht nur dem Haustyp nach handelt und dass mit der Müllerei üblicherweise auch Landwirtschaft sowie eine bescheidene Tierhaltung verbunden war, lässt sich aus den urkundlichen Nachrichten von 1756 und 1815 nachweisen. Im Jahre 1801 zog sich der letzte Prior des aufgelösten Kreuzherrenklosters in Dülken, Peter Dohr, Sohn des Müllers Wilhelm Dohr, in die inzwischen in der Mitte des 18. Jahrhunderts in den Besitz der Familie Dohr übergegangene Mühle zurück. Als Alterssitz ließ er einen Anbau aus Fachwerk an der Bachseite des Gebäudes unmittelbar an das Mittelschiff mit zwei übereinander liegenden Wohnräumen errichten. Dieser kleine Anbau des Priors, der heute als Priorstübchen in die Gaststätte integriert ist, ist auf einer Tuschezeichnung von 1837 dargestellt.
Als 1905 Johann Heinrich Kesselburg, dessen Familie seit 1828 im Besitz der Mühle war, einen massiven, zweigeschossigen Ziegelsteinanbau mit Fachwerk in historisierendem Jugendstil erbaute, wurden dabei Bauteile dieses älteren Seitentraktes mit einbezogen. Der neue, große angeschlossene Baukörper drängt seitdem das bis dahin freistehende eigentliche Mühlengebäude in den Hintergrund. Eine Umschließungsmauer mit Tor bildet einen Innenhof zur Straßenkreuzung hin.
Der neue Trakt des Winkelbaues in drei zu einer Achse ist backsteingeschleimt. Er besitzt Giebelfachwerk und seine abgewalmten Zwerggiebel sind mit Holzfachwerk rundbogig verziert. Die Nordansicht zeigt drei Achsen, deren mittlere als vorgezogener Mittelrisalit die Eingangstür aufnimmt. Er endet in Firsthöhe mit eigenem, überdachtem Giebelaufbau, der ein Rundfenster umschließt. Der Bau wird durch aufgeputzte, breite Ecklisenen und zwischen den Geschossen horizontal verlaufenden Putzbändern gegliedert. Die betonten Fenstereinrahmungen, die Schmuckverdachungen der Fenster und Türöffnungen sowie das aufgesetzte Fachwerk geben der Fassade Struktur.
Seit der Mitte des vorigen Jahrhunderts nahm die Mahlfähigkeit infolge Wassermangels ständig ab. Als Folge davon beherbergte das Mühlengebäude seit 1877 eine erste Gastronomie. Als am 1. November 1890 das Wasserwerk im Einzugsbereich des Viersbaches eröffnet wurde, erreichte der Mühlenteich kaum noch die erforderliche Stauhöhe. Vermutlich damit zusammenhängend wurden Ende des 19. Jahrhunderts einige An- und Nebenbauten sowie ein Gartenpavillon für den Restaurationsbetrieb errichtet. Die inzwischen längst abgerissenen Gebäudeteile wurden zu einem beliebten Ausflugsziel. Im Jahre 1905 gab der letzte Müller der Kaisermühle, Johann Heinrich Kesselburg, die Müllerei endgültig auf.
Bei dem langandauernden Grenzstreit (Mitte des 13. Jahrhunderts bis Mitte des 14. Jahrhunderts) zwischen Dülken und Viersen wird der Müller Peter to Abrahams namentlich erwähnt. Von 1575 bis ca. 1599 ist Keyser T'Abrahams als Inhaber der Mühle bezeugt. Nach ihm erhielt die Mühle den Zusatznamen „Kaisermühle“.  Nach mehrmaligem Eigentümerwechsel wurde die gesamte Anlage des Mühlengebäudes einschließlich des angebauten Jugendstiltraktes 1976 bis 1978 renoviert. Der Charakter des Gebäudes wurde dabei auch im Inneren nicht beeinträchtigt trotz der verschiedenen notwendigen Um- und Einbauten wie z. B. des Rundturm-Treppenhauses in den Räumen der Gaststätte. Die Renovierung umschloss ebenso eine neue Bedachung und Erneuerung der Fassaden sowie die Herausnahme der Ausfachungen im inneren Bereich des Lokals.
Die Abrahams- oder Kaisermühle ist einer der für die Orts- und Siedlungsgeschichte bedeutsamsten Bauten Alt-Viersens, da sie die geschichtliche Kontinuität in siedlungstopographischem Sinne in anschaulicher Weise markiert. Nicht minderen Zeugniswert hat die im ältesten Siedlungskern Viersens gelegene Öl- und Getreidemühle durch die ununterbrochene Tradition des Müllerhandwerks, das seit über l00 Jahren durch die Tradition des Gaststättengewerbes erst ergänzend und dann seit 1905 abgelöst wird.
Situationsprägend wirkt auch das Anwesen in Ecklage zur Straßenkreuzung Kaiserstraße/Noppdorfer Straße hin durch den als betonten Blickfang in Schweizer Landhausstil gestalteten straßenseitigen Giebel des Anbaues. Architektur wird auch hier zum Ausdruck des Zeitgeistes. Vom hochgelegenen Mühlenteich spiegelt der eigentliche, tiefer gelegene Mühlenbau mit sich drehendem Mühlrad vergangene Zeiten wider. Neben der Geschichtlichkeit des Hauses an diesem Platz tritt die an es gebundene Besitz- und Familiengeschichte. In der überlieferten Genealogie der Müllerfamilie entfaltete sich auch das soziale Geschehen Viersens, indem bekannte Namen wie Abrahams, Dohr und Kesselburg auftauchen, deren Träger die Geschichte der Stadt mit beeinflusst und gestaltet haben.
Die Abrahams- oder Kaisermühle, in der landschaftlich gebundene und aus den Möglichkeiten des 19. Jahrhunderts geschaffene Bautonnen vereinigt sind, ist ein wichtiges Zeugnis für die Geschichte Viersens sowie für die Bauweisen der jeweiligen Entstehungszeit. Erhaltung und Nutzung der Abrahams- oder Kaisermühle liegen daher gemäß §2 (1) Denkmalschutzgesetz aus wissenschaftlichen, insbesondere siedlungsgeschichtlichen und siedlungstopographischen, ortsgeschichtlichen und genealogischen Gründen in öffentlichem Interesse.
Denkmalliste Viersen Nr. 6, Eintrag: 11. Januar 1985